# Mangora melanocephala
Mangora melanocephala är en spindelart som först beskrevs av Władysław Taczanowski 1874.  Mangora melanocephala ingår i släktet Mangora och familjen hjulspindlar. Inga underarter finns listade i Catalogue of Life.